# Mörigen
Mörigen é uma comuna da Suíça, situada no distrito administrativo de Bienna, no cantão de Berna. Tem 2,2 km² de área e sua população em 2018 foi estimada em 879 habitantes.